# Tratado de Velasco
Os Tratados de Velasco são o termo moderno para o que foi denominado na sua elaboração de "Acordo Público" e "Tratado Secreto".
Havia dois documentos, um privado e outro público, assinados em Velasco, Texas (agora Surfside Beach, Texas) em 14 de maio de 1836, entre o General Antonio López de Santa Anna, Presidente do México e a República do Texas, logo após a Batalha de San Jacinto em 21 de abril de 1836. Os signatários foram o Presidente Interino David G. Burnet para o Texas e Santa Anna para o México. O Texas pretendia que os acordos concluíssem as hostilidades entre os dois exércitos e oferecessem os primeiros passos para o reconhecimento oficial da independência do Texas do México.
Santa Anna foi capturado por texanos. Muitos queriam que ele fosse enforcado ("uma justa vingança"), mas Sam Houston salvou sua vida e arrancou uma promessa de Santa Anna de que as tropas mexicanas seriam removidas do Texas. Santa Anna convenceu Burnet de que, se tivesse permissão para retornar à Cidade do México, ele argumentaria pela independência do Texas. Santa Anna assinou o acordo público e o tratado secreto, mas nenhum dos dois foi ratificado como tratado pelo governo mexicano porque ele os assinou sob coação. Santa Anna disse mais tarde: "Prometi tentar conseguir uma audiência para os Comissários do Texas, mas isso por si só não obrigava o governo a recebê-los".
O Congresso mexicano considerou as ações de Santa Anna escandalosas e anulou ambas. Os conservadores mexicanos destituíram Santa Anna da presidência e instalaram Anastasio Bustamante, e houve um acordo com o Congresso mexicano de que Santa Anna "não havia oferecido nada em nome da nação".
Um biógrafo de Santa Anna, Will Fowler, considerou que o "general dos truques foi o mais engenhoso" nas negociações com o Texas, uma vez que não se comprometeu a fazer outra coisa senão permitir que os comissários do Texas apresentassem seu caso ao governo mexicano. Suas negociações foram com a premissa de que ele era um cativo, "não mais em condições de agir livremente e tudo o que ele dissesse ou assinasse não seria validado pelo Congresso", pois como cativo não era mais presidente. Um rascunho do acordo, que Santa Anna se recusou a assinar até que fosse alterado, afirmava que ele reconhecia como "Chefe da Nação Mexicana" a independência do Texas, texto que mais tarde foi retirado. Santa Anna enviou uma mensagem ao General Vicente Filisola para recuar abaixo do Rio Grande, mas sua mensagem deixou claro que Filisola estava no comando. Fowler argumenta que Filisola deveria saber que Santa Anna não estava em posição de dar ordens desde que foi capturado. Filisola e Santa Anna foram culpados pela derrota, mas a assinatura dos documentos de Velasco não comprometeu Santa Anna ou o México com a independência do Texas.
O México ainda reclamava o Texas, mas estava fraco demais para tentar reconquistá-lo, e assim o Texas era de fato independente. Os documentos nem mesmo foram chamados de "tratados" até que foram caracterizados pelo presidente dos EUA James K. Polk em suas justificativas para a guerra cerca de dez anos depois, como o representante dos EUA Abraham Lincoln apontou em 1848. Os esforços de Lincoln renderam ao representante do Whig nos EUA o apelido zombeteiro de "Spotty" Lincoln por causa de suas Resoluções Spot que exigiam saber que o "ponto" em que o americano as tropas foram mortas em solo americano, o que Polk argumentou que justifica a guerra com o México.

## Texto do Acordo Público
Este é o texto do Acordo Público:

### Preâmbulo sem título
Artigos de um acordo celebrado entre Sua Excelência David G. Burnet Presidente da República do Texas de uma parte e Sua Excelência o General Antonio Lopez de Santa Ana Presidente-Geral da outra parte.

### Artigo 1
O General Antonio López de Santa Anna concorda que não pegará em armas, nem exercerá sua influência para fazer com que sejam levantadas contra o povo do Texas durante a presente guerra de independência.

### Artigo 2
Todas as hostilidades entre as tropas mexicanas e texanas cessarão imediatamente, tanto em terra quanto na água.

### Artigo 3
As tropas mexicanas vão evacuar o Território do Texas, passando para o outro lado do Rio Grande del Norte.

### Artigo 4
O Exército mexicano em sua retirada não tomará bens de qualquer pessoa sem seu consentimento e justa indenização, utilizando apenas os artigos que forem necessários à sua subsistência, nos casos em que o proprietário não estiver presente, e remetendo ao comandante do Exército do Texas ou ao comissário a ser nomeado para o ajuste de tais questões, uma conta do valor da propriedade consumida - o local onde foi tirada e o nome do proprietário, se puder ser averiguado.

### Artigo 5
Que todas as propriedades privadas, incluindo gado, cavalos, escravos negros ou contratados de qualquer denominação, que possam ter sido capturados por qualquer parte do exército mexicano ou possam ter se refugiado no referido exército desde o início da invasão tardia, serão restaurados ao comandante do exército texano, ou a quaisquer outras pessoas que possam ser nomeadas pelo governo do Texas para recebê-los.

### Artigo 6
As tropas de ambos os exércitos se absterão de entrar em contato umas com as outras. Para tanto, o comandante do exército do Texas terá o cuidado de não se aproximar do exército mexicano a uma distância menor do que cinco léguas.

### Artigo 7
O exército mexicano não fará qualquer outro atraso em sua marcha além do necessário para retirar seus hospitais, bagagens [---] e cruzar os rios - qualquer atraso não necessário para estes fins será considerado uma infração deste acordo.

### Artigo 8
Por expresso a ser imediatamente despachado, este acordo será enviado ao General Filisola e ao General TJ Rusk, comandante do Exército Texano, para ser informado de suas estipulações a este, e eles trocarão compromissos para cumpri-lo.

### Artigo 9
Que todos os prisioneiros texanos agora em posse do Exército mexicano ou de suas autoridades sejam imediatamente libertados e fornecidos com passaportes gratuitos para retornar às suas casas, em consideração aos quais um número correspondente de prisioneiros mexicanos, soldados rasos, agora em posse do governo do Texas será imediatamente liberado. Os demais prisioneiros mexicanos que continuam em poder do Governo do Texas devem ser tratados com a devida humanidade - quaisquer confortos extraordinários que lhes possam ser fornecidos ficarão a cargo do Governo do México.

### Artigo 10
O General Antonio López de Santa Anna será enviado a Veracruz assim que for considerado apropriado.

## Texto do Tratado Secreto
Este é o texto do Tratado Secreto:
Antonio Lopez de Santa Anna, General em Chefe do Exército de Operações e Presidente da República do México, perante o Governo estabelecido no Texas, compromete-se solenemente a cumprir, no que concerne a si mesmo, o estipulado nos artigos seguintes.

### Artigo 1
Ele não pegará em armas nem fará com que sejam levantadas contra o Povo do Texas durante a presente Guerra da Independência.

### Artigo 2
Ele dará suas ordens para que, no mais curto espaço de tempo, as tropas mexicanas deixem o Território do Texas.

### Artigo 3
Ele preparará os assuntos no Gabinete do México de forma que a Missão que ali seja enviada pelo Governo do Texas seja bem recebida. Por meio de negociações, todas as diferenças podem ser resolvidas. A independência declarada pela Convenção pode ser reconhecida.

### Artigo 4
Um tratado de comércio, amizade e limites será estabelecido entre o México e o Texas. O território deste último não se estende além do Rio Bravo del Norte.

## Não-ratificação pelo México
Embora o general mexicano Vicente Filisola tenha começado a retirada das tropas em 26 de maio de 1836, o governo do presidente mexicano José Justo Corro na Cidade do México resolveu em 20 de maio se desassociar de todos os empreendimentos de Santa Anna enquanto ele estivesse em cativeiro. A posição do México era que Santa Anna não tinha posição legal com o governo mexicano para concordar com esses termos ou negociar um tratado.
A posição de Santa Anna era que ele havia assinado os documentos sob coerção como prisioneiro, não como um general que se rendia de acordo com as leis da guerra. Na verdade, ele não tinha autoridade sob a Constituição mexicana para fazer um tratado, e o governo mexicano nunca ratificou os acordos.

## O retorno de Santa Anna a Veracruz
Santa Anna não teve permissão de retornar a Veracruz até 1837. Ele foi mantido como um prisioneiro de guerra ("acorrentado por seis meses", afirmou mais tarde) em Velasco e depois na Fazenda Orozimbo, antes de ser levado para Washington, D.C. se reunirá com o presidente dos Estados Unidos, Andrew Jackson, aparentemente para negociar uma paz duradoura entre o México e o Texas, com os Estados Unidos atuando como mediadores.

## Consequências
Como as disposições dos acordos públicos não foram cumpridas, os termos do acordo secreto só foram divulgados muito mais tarde. Nem a independência de fato do Texas nem sua posterior anexação pelos Estados Unidos foram formalmente reconhecidas pelo México até o Tratado de Guadalupe Hidalgo de 1848, que encerrou a Guerra Mexicano-Americana e reconheceu o Rio Grande (Río Bravo del Norte) como o México-Fronteira dos Estados Unidos.